# Äuesow-Haus

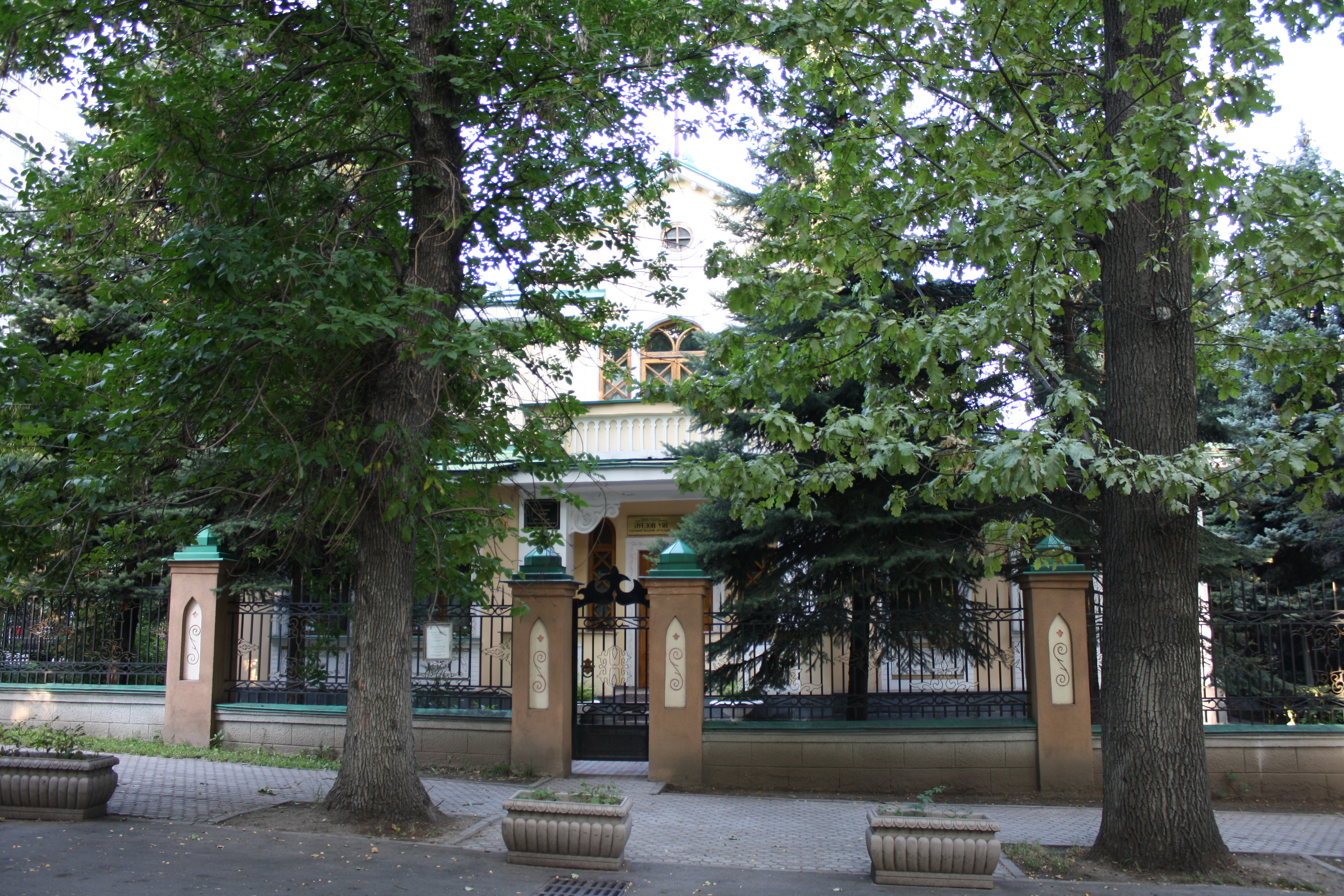
Das Museumsgebäude in Almaty

Das Äuesow-Haus (russisch Дом-музей Ауэзова) ist ein Museum in der kasachischen Stadt Almaty. Das Museum wurde 1962 gegründet und verfügt über mehr als 150.000 verschiedene Exponate.

## Beschreibung
Das biografische Museum des kasachischen Schriftstellers Muchtar Äuesow wurde 1963 gegründet. Es befindet sich in dem Haus im Zentrum von Almaty, in dem Äuesow seine letzten zehn Jahre vor seinem Tod verbrachte. Mit einer Sammlung von rund 150.000 Exponaten und einer Ausstellungsfläche von 480 Quadratmetern zählt es zu den wichtigen Literaturmuseen in Almaty. Zu den Ausstellungsgegenständen zählen Hinterlassenschaften, Kunstwerke, Fotografien und andere Gegenstände. 
Das Museum umfasst unter anderem die Themenbereiche Äuesows Kindheit, Jugend und Beginn der schöpferischen Tätigkeit, das Studium an der Universität Leningrad, Äuesow als Prosaschriftsteller, Dramatiker, Übersetzer, als Gegenstand der Literaturkritik, des öffentlichen Lebens, sein Epos Der Weg Abais und Muchtar Äuesow in der Kunst.

## Gebäude
Das Museumsgebäude befindet sich an einer der zentralen Straßen der Stadt, der Abai Avenue im Zentrum von Almaty. Erbaut wurde es vom Architekten G. Gerasimow. Heute gehört das Gebäude zu den historischen und kulturellen Denkmälern von nationaler Bedeutung in Kasachstan.